# Georg Engels
Georg Engels, född 1846, död 1907, var en tysk skådespelare.
Engels spelade från 1870 i Berlin, där han 1872-83 i de lokala lustspelen på Wallnertheater och 1883-94 i Deutsches Theaters skiftande klassiska och moderna repertoar gjorde sig ett namn som en av det samtida Tysklands främsta komiska karaktärsskådespelare, full av strålande humor och fantasi med sällsynt bredd i framställningen. Senare ägnade sig Engels uteslutande åt gästspel. Bland hans roller märks Falstaff, värdshusvärden i Minna von Barnhelm, Reif von Reiflingen och Kollega Crampton.